# 科伊戈羅多克區
60°28′N 51°01′E / 60.467°N 51.017°E
科伊戈羅多克區（俄语：Койгородский район），是俄羅斯的一個區，位於該國西北部，由科米共和國負責管轄，面積10,416平方公里，2010年人口8,431，人口密度每平方公里0.81人。